# Boris Chlebnikow
Boris Igoriewicz Chlebnikow, ros. Борис Игоревич Хлебников (ur. 28 sierpnia 1972 w Moskwie) – rosyjski reżyser i scenarzysta filmowy.
Debiut fabularny, Koktebel (2003), nakręcił wspólnie z Aleksiejem Popogrebskim. Kolejne fabuły wyreżyserował już samodzielnie: Dryfowanie (2006), Zwariowana pomoc (2009), Zanim noc nas nie rozdzieli (2012) i Długie i szczęśliwe życie (2013).
Jego obraz Arytmia (2017) okrzyknięty został najlepszym rosyjskim filmem roku, zdobywając m.in. pięć nagród Nika (film, reżyseria, scenariusz, aktor i aktorka), Nagrodę Rosyjskich Krytyków Filmowych oraz Nagrodę Główną na Otwartym Festiwalu Kina Rosyjskiego "Kinotawr" w Soczi.